# Середа Ярослав Іванович

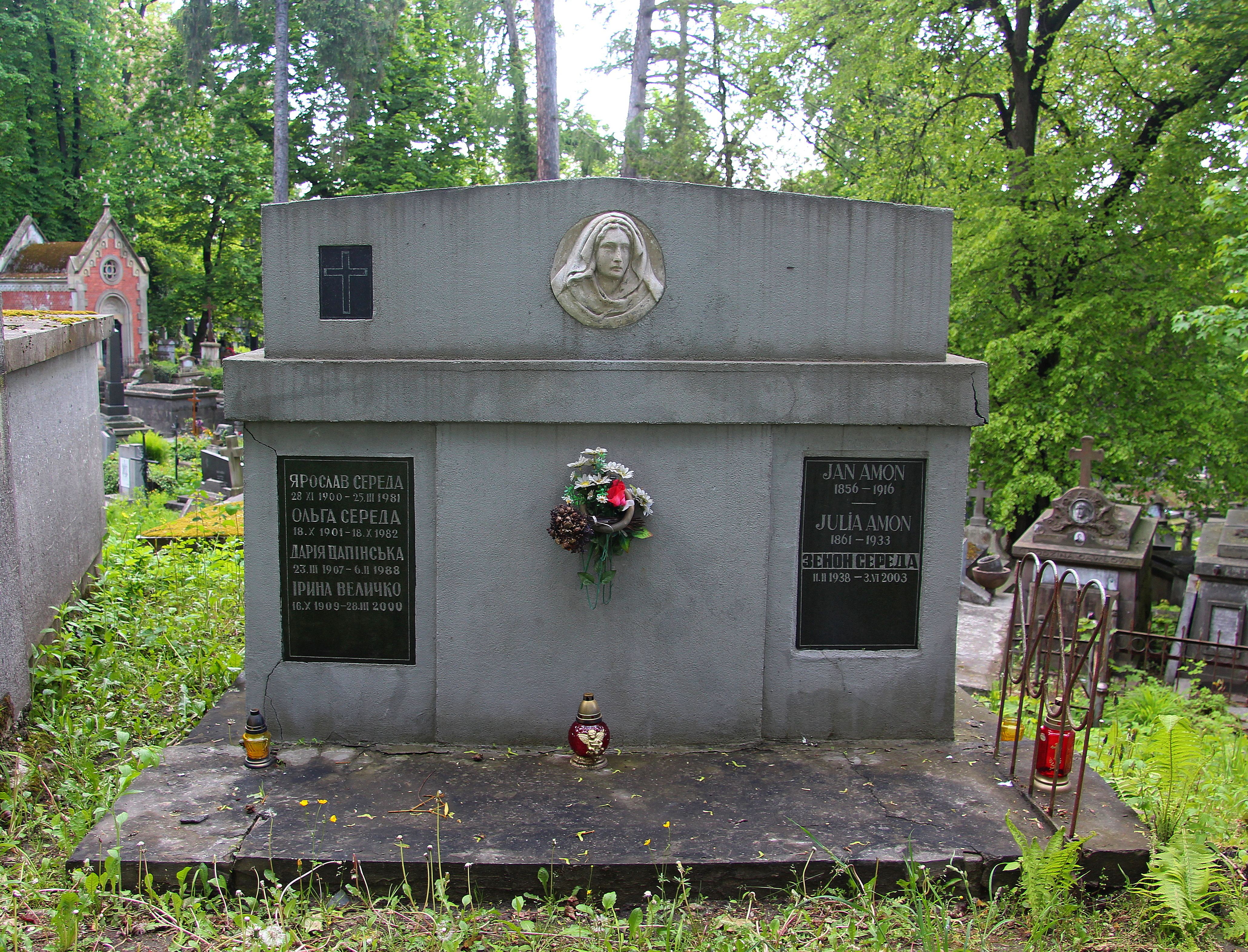

Ярослав Іванович Середа (28 листопада 1900 , Раде́хів, Округ Радехівd, Королівство Галичини та Володимирії, Австро-Угорщина  — 25 березня 1981 , Львів ) — український радянський діяч, інженер у ділянці нафтопереробки, кандидат технічних наук (1956), член-кореспондент АН УРСР (з 1951). Депутат Верховної Ради УРСР 1-4-го скликань.

## Біографія
Народився у родині вчителя-повітового шкільного інспектора в місті Радехів, тепер Львівська область, Україна. Навчався в Турківській і Самбірській гімназіях. Трудову діяльність розпочав у 1918 році писарем у ветеринара в місті Турка. У 1918–1919 роках брав участь в українсько-польській війні, служив у лавах Української Галицької армії (УГА). Після закінчення війни працював конторником, фотографом, учителем танців, щепив віспу та супроводжував товари різних фірм у Львові.
У 1922–1925 роках навчався на хіміко-технологічному факультеті Празького технічного інституту. У 1925 році перевівся у Львівську Політехніку, де навчався при кафедрі технології нафти і газу.
У 1929 році закінчив Львівську Політехніку. Працював асистентом кафедри технології нафти у професора Пілята. Потім отримав звання ад'юнкта (доцента) кафедри технології нафти Львівської Політехніки.
У 1935–1939 роках — керівник науково-дослідної лабораторії нафтоперегінного заводу польської державної компанії «Польмін» у місті Дрогобичі.
У 1939–1941 роках — головний інженер і заступник директора Дрогобицького нафтоперегінного заводу. У 1939 році був членом Тимчасового управління міста Дрогобича.
24 березня 1940 року був обраний депутатом Верховної Ради УРСР першого скликання від Дрогобицького виборчого округу Дрогобицької області. Пізніше тричі переобирався до Верховної Ради УРСР.
У червні 1941 року евакуйований у східні райони СРСР, працював старшим інженером в науково-дослідному інституті нафти міста Ґрозного. З 1942 року — інженер, керівник науково-дослідної групи на Уфимському нафтопереробному заводі Башкирської АРСР.
У 1945–1953 роках — начальник виробничо-технічного відділу, головний інженер та заступник начальника тресту «Укрнафтозаводи» у місті Дрогобичі.
Член ВКП(б) з 1947 року.
У 1953–1956 роках — заступник голови президії Львівського філіалу АН УРСР із наукової роботи. У 1956–1963 роках — завідувач лабораторії нафтопереробки АН УРСР у Львові. Обирався головою правління Львівського обласного відділу Товариства для поширення політичних і наукових знань.
З 1963 року працював у Всесоюзному науково-дослідному і проектно-конструкторському інституті нафтопереробної і нафтохімічної промисловості у Львові, з 1964 року завідував сектором хімії сульфонатів Львівського філіалу «Укрдніпронафти».
Автор понад 42 друкованих праць, 2 монографій і понад 20 патентів в ділянці хімії нафтопереробки.
Похований на 62 полі Личаківського цвинтаря.

## Нагороди
- орден Жовтневої Революції
- орден Трудового Червоного Прапора (23.01.1948)
- орден «Знак Пошани» (.07.1943)
- медалі
- грамота Президії Верховної Ради Української РСР (27.11.1980)